# Krčevine (ort i Bosnien och Hercegovina, Federationen Bosnien och Hercegovina, lat 44,10, long 17,89)
Krčevine är en ort i Bosnien och Hercegovina.   Den ligger i entiteten Federationen Bosnien och Hercegovina, i den centrala delen av landet, 50 km nordväst om huvudstaden Sarajevo. Krčevine ligger 407 meter över havet och antalet invånare är 380.
Terrängen runt Krčevine är kuperad åt nordost, men åt sydväst är den bergig. Krčevine ligger nere i en dal. Runt Krčevine är det ganska tätbefolkat, med 93 invånare per kvadratkilometer.. Närmaste större samhälle är Zenica, 11,8 km norr om Krčevine.
Omgivningarna runt Krčevine är en mosaik av jordbruksmark och naturlig växtlighet.